# بطولة كاريوكا 1981
بطولة كاريوكا 1981 هو موسم من بطولة كاريوكا. كان عدد الأندية المشاركة فيه 12، وفاز فيه نادي فلامنغو.